# سنت آیوس (فیلم ۱۹۷۶)
سنت آیوس (انگلیسی: St. Ives) یک فیلم اکشن آمریکایی محصول سال ۱۹۷۶ به کارگردانی جی. لی تامپسون و بازیگران اصلی فیلم چارلز برانسون، جان هاوسمن، جکلین بیسیت و ماکسیمیلیان شل هستند.

## داستان
سارق بزرگ لس آنجلس، می‌فهمد که شخصی برنامه‌های خود را برای دزد جاه طلبی بعدی خود به سرقت برده‌است. او استخدام ریموند سنت ایووس، نویسنده کتاب جرم و جنایت، برای مذاکره در مورد بازگشت آن اسناد.

## بازیگران
- چارلز برانسون
- جان هاوسمن
- جکلین بیسیت
- ماکسیمیلیان شل
- هریس یولین
- دینا الکار
- هری گواردینو[۳][۴][۵][۶][۷][۸][۹]